# Bakuriani
Bakuriani (gruz. ბაკურიანი) – narciarski kurort w Gruzji, położony niedaleko miejscowości Bordżomi. Miasto położone w górach (1700 m n.p.m.), leży nieopodal wulkanu – Mucheri. W Bakuriani znajduje się skocznia narciarska oraz ogród botaniczny. W Bakuriani mieszkał gruziński saneczkarz Nodar Kumaritaszwili, który zginął podczas Zimowych Igrzysk Olimpijskich 2010 w Vancouver.
Bakuriani połączone jest wąskotorową linią kolejową z Bordżomi.